# Cantonul Sigean
Cantonul Sigean este un canton din arondismentul Narbonne, departamentul Aude, regiunea Languedoc-Roussillon, Franța.

## Comune
- Caves
- Feuilla
- Fitou
- La Palme
- Leucate
- Peyriac-de-Mer
- Port-la-Nouvelle
- Portel-des-Corbières
- Roquefort-des-Corbières
- Sigean (reședință)
- Treilles